# Hiroki Yuma
Yuma Hiroki (廣木雄磨 Hiroki Yuma, sinh ngày 23 tháng 7 năm 1992 ở Akishima, Tokyo) là một cầu thủ bóng đá người Nhật Bản thi đấu cho Renofa Yamaguchi.

## Thống kê câu lạc bộ
Cập nhật đến ngày 23 tháng 2 năm 2018.
| Thành tích câu lạc bộ | Thành tích câu lạc bộ | Thành tích câu lạc bộ | Giải vô địch | Giải vô địch | Cúp     | Cúp       | Tổng cộng | Tổng cộng |
| Mùa giải              | Câu lạc bộ            | Giải vô địch          | Số trận      | Bàn thắng    | Số trận | Bàn thắng | Số trận   | Bàn thắng |
| Nhật Bản              | Nhật Bản              | Nhật Bản              | Giải vô địch | Giải vô địch | Cúp     | Cúp       | Tổng cộng | Tổng cộng |
| --------------------- | --------------------- | --------------------- | ------------ | ------------ | ------- | --------- | --------- | --------- |
| 2015                  | Renofa Yamaguchi      | J3 League             | 27           | 0            | 0       | 0         | 27        | 0         |
| 2016                  | Renofa Yamaguchi      | J2 League             | 20           | 0            | 2       | 0         | 22        | 0         |
| 2017                  | Renofa Yamaguchi      | J2 League             | 27           | 0            | 0       | 0         | 27        | 0         |
| Tổng cộng sự nghiệp   | Tổng cộng sự nghiệp   | Tổng cộng sự nghiệp   | 74           | 0            | 2       | 0         | 76        | 0         |